# Управление морских операций ВМС Израиля
Управление морских операций ВМС Израиля (ивр. מספן הים‎) — одно из пяти управлений командования ВМС Израиля. Управляет, помимо прочего, вопросами оперативного применения военно-морских сил, развитием военно-морской тактики, проведением учений. Командует Управлением глава Управления (сокращённо רמי"ם рамья́м), офицер в звании контр-адмирала.

## История
До начала 80-х годов двадцатого века «Управление морских операций» называлось «Морской департамент» и «Операционный департамент». Управление морских операций было упразднено в 2008 году и восстановлено в 2012 году.

## Главы Управления
- Харель, Эяль